# Graf van Gutschoven
De tumulus Graf van Gutschoven (ook wel gespeld als Gutshoven) of Verloren Kost is een Gallo-Romeinse grafheuvel bij Gutschoven in de Belgische provincie Limburg in de gemeente Heers. De tumulus ligt in de buurt van de Wijngaardstraat op ongeveer een kilometer ten westzuidwesten van het dorp Gutschoven, tussen dit dorp en Horpmaal.
De tumulus is goed bewaard gebleven. Terwijl tumuli normaliter brandgraven bevatten, vormt deze tumulus hierop een uitzondering. Onder de tumulus werden naast twee Gallo-Romeinse brandgraven ook enkele mogelijke ijzertijdgraven, een ritueel kuiltje en de restanten van drie crematieplaatsen met brandsporen in situ (ustrina ?) ook een (ongedateerd) inhumatiegraf aangetroffen. In de grafheuvel heeft men een volledig servies van bordjes en schaaltjes gevonden.
De tumulus en omgeving werden in 1981 beschermd als monument en als dorpsgezicht.
Bij opgravingen in 1985 werden voorwerpen uit de La Tène-periode gevonden.

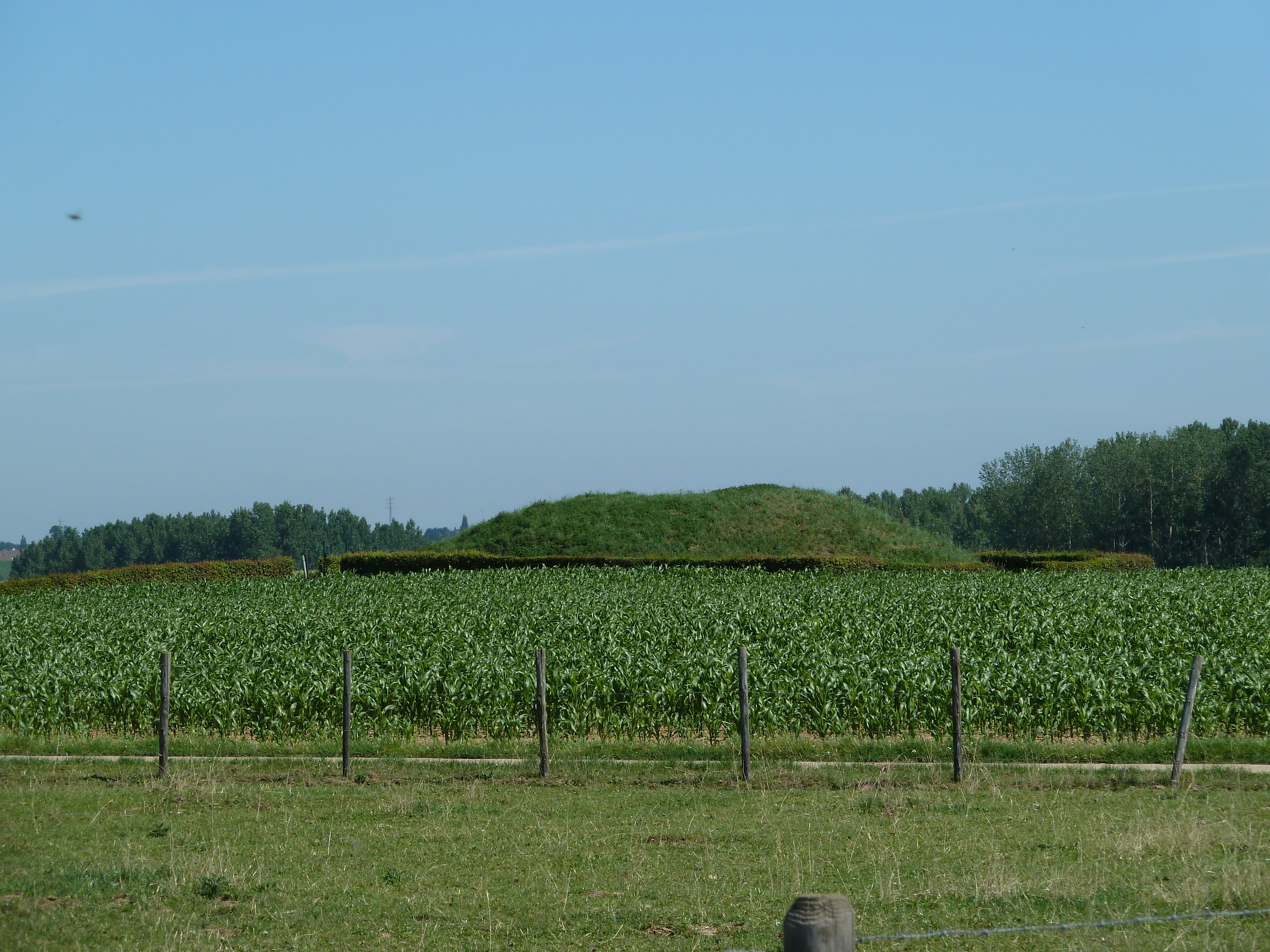
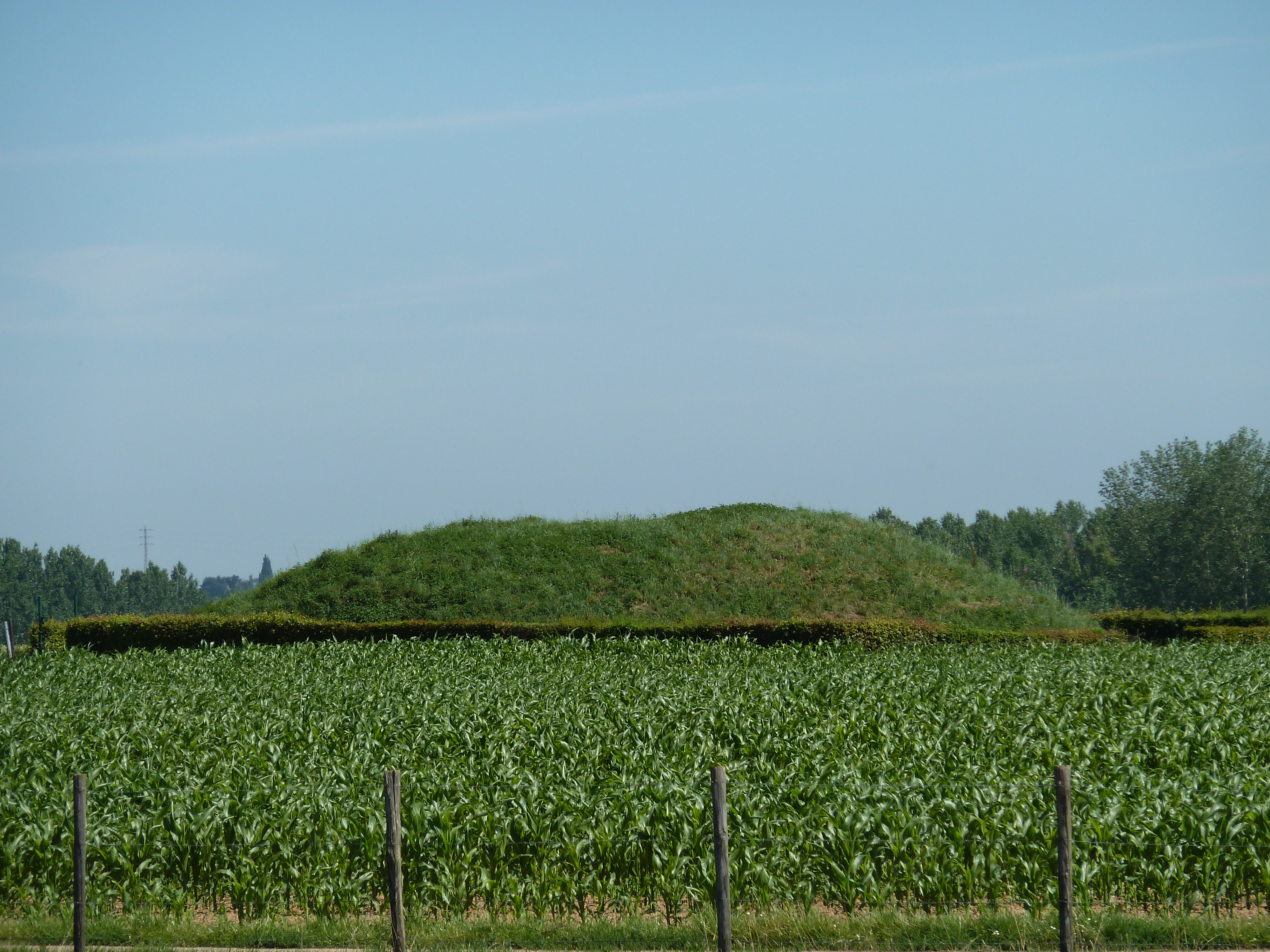
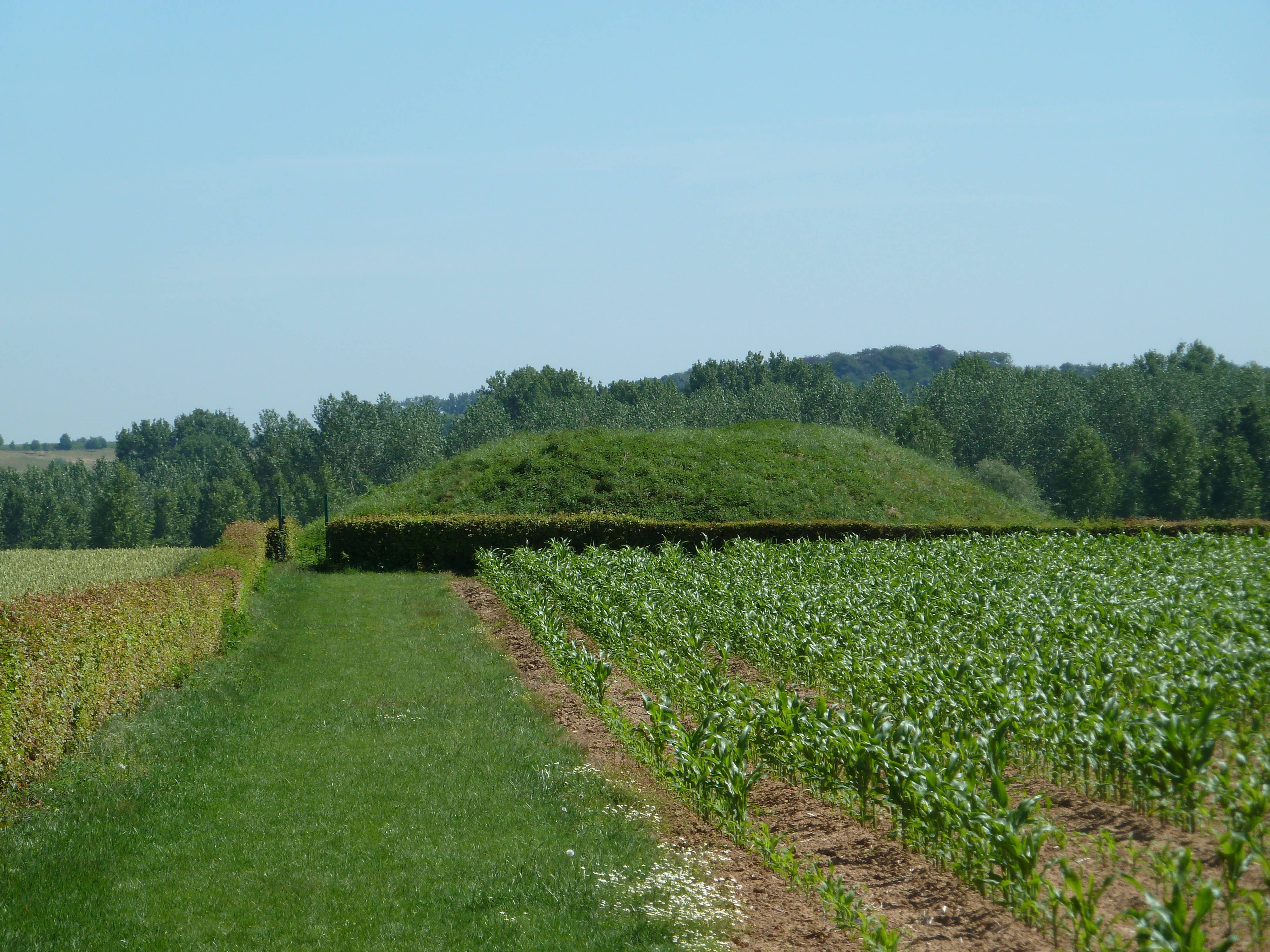
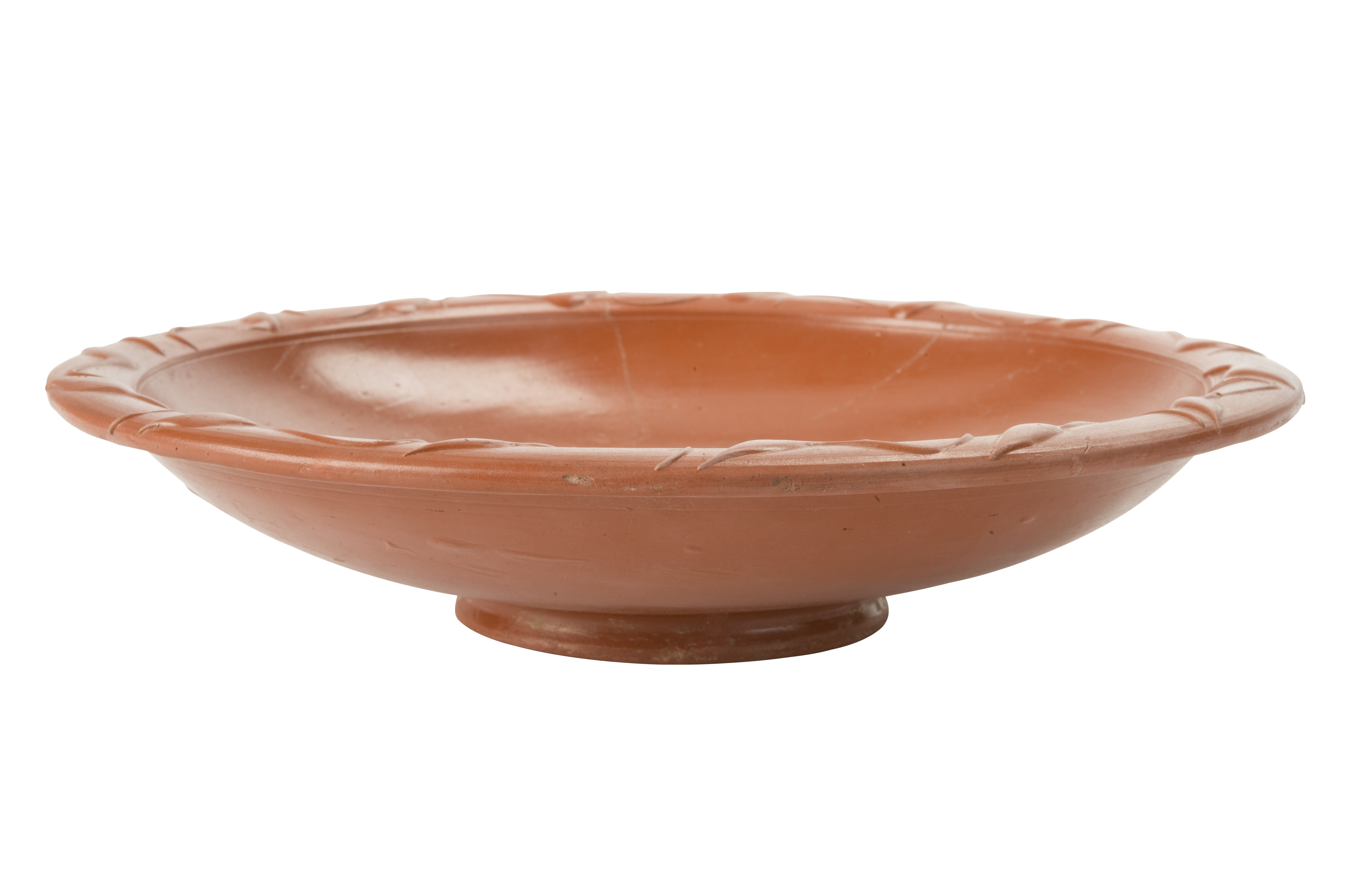
Bord in terra sigillata uit het tumulusgraf van Gutschoven, graf 3, 60 tot 120 n.Chr. (Gallo-Romeins Museum, Tongeren)